# Victor José Silveira
Victor José Silveira (* 14. Mai 1923 in Rio de Janeiro; † 31. Dezember 1999) war ein brasilianischer Diplomat.

## Leben
Victor José Silveira war mit Gilda de Silveira verheiratet. Am 26. Februar 1971 wurde er als Großoffizier in den Orden des Infanten Dom Henrique aufgenommen. 
Vom 1. Juni 1971 bis zum 21. September 1973 wurde Silveira als Konsul nach Montreal und vom 21. September 1973 bis zum 1981 als Botschafter nach Damaskus versetzt. Im Anschluss darn war er bis 1982 als Botschafter in Accra, Ghana und vom 26. August 1986 bis 1988 in Ankara tätig.